# Бенавидес (Тексас)
Бенавидес (енгл. Benavides) град је у америчкој савезној држави Тексас. По попису становништва из 2010. у њему је живело 1.362 становника.

## Демографија
Према попису становништва из 2010. у граду је живело 1.362 становника, што је 324 (19,2%) становника мање него 2000. године.
| Група             | 2000.         | 2010.         |
| Белци             | 68 (4,0%)     | 105 (7,7%)    |
| Афроамериканци    | 1 (0,1%)      | 1 (0,1%)      |
| Азијати           | 1 (0,1%)      | 1 (0,1%)      |
| Хиспаноамериканци | 1.611 (95,6%) | 1.245 (91,4%) |
| Укупно            | 1.686         | 1.362         |